# 中原町 (佐賀県)
中原町（なかばるちょう）は、佐賀県三養基郡にあった町。旧養父郡。
1971年4月1日町制施行。2005年3月1日、北茂安町、三根町と新設合併し、みやき町が発足、自治体としての中原町は消滅した。

## 沿革
- 1889年4月1日 - 町村制施行に伴い養父郡原古賀村、簑原村が合併し、中原村が成立。
- 1896年4月1日 - 郡の統合により養父郡が三根郡、基肄郡と合併して三養基郡となる[1]。
- 1971年4月1日 - 中原村が町制施行して中原町となる。
- 2005年3月1日 - 北茂安町、三根町と合併してみやき町となる。

## 交通

### 鉄道路線
- 九州旅客鉄道（JR九州）
  - 長崎本線：中原駅